# Ouéré (Kayan)
Pour les articles homonymes, voir Ouéré.
Ouéré est une localité située dans le département de Kayan de la province du Kénédougou dans la région des Hauts-Bassins au Burkina Faso.

## Géographie
Ouéré est une commune associée à celle de Séyé.

## Santé et éducation
Le centre de soins le plus proche d'Ouéré est le centre de santé et de promotion sociale (CSPS) de Kayan.
Le village possède une école primaire publique.